# NGC 1487
NGC 1487 är en spiralgalax i stjärnbilden Eridanus. Den upptäcktes den 29 oktober 1826 av James Dunlop. 